# Гау-Геппенгайм
Ґау-Геппенгайм (нім. Gau-Heppenheim) — громада в Німеччині, розташована в землі Рейнланд-Пфальц. Входить до складу району Альцай-Вормс. Складова частина об'єднання громад Альцай-Ланд.
Площа — 5,53 км2. Населення становить 523 ос. (станом на 31 грудня 2020).